# Ernest Cracco
Ernest Cracco, né le 23 août 1864 à Mouscron et mort le 22 janvier 1944 à Mouscron, est un peintre de chevalet et de composition murale belge. 

## Biographie
Ernest Cracco est né le 23 août 1864 de l’union de Louis Cracco avec Clémence Devos.
Avant d’entrer en formation chez son père, Ernest poursuivit ses études primaires au collège épiscopal Saint-Joseph de Mouscron de 1872 à 1878.
Apprenti à l’atelier de son père de 1878 à 1882 il suivra les cours du soir à l’Académie communale de peinture et de dessin de Courtrai.
De 1882 à 1885, Ernest ira étudier la décoration religieuse à l’Institut Saint Luc à Gand. C’est un institut voué à l’apprentissage d’un style caractéristique initié en Belgique par Jean-Baptiste Bethune.
De 1885 et jusqu’en 1888, Ernest Cracco achèvera ses études à l’institut supérieur des Beaux-Arts à Anvers dans l’atelier de Devriendt où il obtiendra un premier prix de peinture et une médaille de la ville.
En 1888 et 1889 il voyagera en Italie et il séjournera surtout à Florence et à Rome grâce à une bourse d’étude octroyée par l’Institut Supérieur des Beaux Arts d’Anvers. 
En 1890, il réalisera ses premiers travaux particuliers ; il sera aussi nommé en qualité de professeur de peinture et de dessin au collège épiscopal Saint-Joseph, à l’institut des Dames de Marie et au collège des pères Jésuites à Mouscron.
Il s’est marié à Rumes (Belgique) le 23 octobre 1894 avec Marie Bara. Ils seront domiciliés Rue Léopold à Mouscron, et donneront naissance à quatre fils et deux filles.

## Œuvre
On lui doit de nombreux portraits de sa famille ou des célébrités locales. Le musée de Mouscron renferme dans ses collections plusieurs œuvres dont les portraits à l’huile de Argénia Cracco, Robert Cracco, Oscar Cracco mais aussi de Sylvère Dervaux, ainsi qu’un autoportrait. Quelques pastels complètent cette collection avec les portraits des filles de Oscar et un pastel de R.P. Passerat.
C’est grâce à la copie qu’il fit du tableau de Rémy Cogghe, les Aduatiques vendus à l’encan conservée à l’hôtel échevinal de Mouscron, que nous pouvons imaginer la facture du travail présenté par Cogghe lors du prix de Rome. Ajoutées aux commandes mouscronnoises, il reçut de nombreuses commandes en Grande-Bretagne et en Irlande mais aussi en France et aux Pays-Bas. Il est l’auteur de plusieurs décors d’intérieur d’édifices mouscronnois. Il est souvent aidé dans ses travaux par son frère Charles dit Oscar (Mouscron1867- Mouscron 1943) et par quelques élèves.
En 1903 l’administration communale de Mouscron désigne les artisans mouscronnois pour la décoration tant intérieure qu’extérieure de l’hôtel de ville. La famille Cracco est en bonne place et c’est à Ernest qu’est commandé le hall d’entrée et la salle du conseil communal ; Oscar son frère, participe aussi aux décors intérieurs. Cette attribution entraîne une vive critique de la part de la gazette libérale "La Lutte" quant au choix des peintres et à leur style.
À Doullens, dans la Somme (France), il réalise le Couronnement de la vierge en l’église Saint-Martin. À Dottignies, il réalise les fresques murales de la chapelle de la congrégation des sœurs de Saint Charles Boromée et les voûtes de la chapelle de l’orphelinat rue des Moulins. Dès 1897 il répond à une commande anglaise, à Leeds, et réalise le triomphe de la croix pour l’église Saint-Patrick. C’est en Irlande à l’abbaye de Kylemore dans le Connemara qu’il décore d’un triomphe du Christ la maison néo-gothique que les nones ont achetée en 1920. 
La notoriété et le premier travail réalisé à Leeds leur assurent une notoriété qui leur vaudront des commandes pendant trente ans, surtout dans le Yorkshire.
Nommé le premier directeur de l’école industrielle et commerciale de Mouscron en 1911, il démissionne en 1917 submergé par la partie administrative de sa fonction.
Parmi ses élèves connus Pierre Baeyens (Mouscron 1894-1963), Maurice Callewaert (Mouscron 1900- Paris1986), Abel Cracco (Mouscron 1896-Mouscron 1965), René Degraeve (Mouscron 1901-Lille 1957), Gaston Descamps (Mouscron 1899- Mouscron 1966).
De 1938 à sa mort il est président fondateur du comité des Beaux-Arts de la ville de Mouscron et du Cercle artistique mouscronnois.